# Gabriel de Białystok
Pour les articles homonymes, voir Saint Gabriel.
Gabriel de Białystok est un enfant martyr et saint orthodoxe du XVIIe siècle, fêté le 20 avril.
Issu d'une famille de pieux paysans orthodoxes , Gabriel de Białystok est né le 22 mars 1684 dans le village de Zvierki, près de Zabludow. Il naît dans un contexte de tensions religieuses du fait de la volonté de domination de l'Église Uniate contre l'Église Orthodoxe dans la région. En avril 1690, âgé de seulement 6 ans, saint Gabriel de Białystok est assassiné. 
La légende antisémite soutenue par l'église est que l'enfant fut enlevé de chez lui pendant la Pâque juive par Shutko, un Juif de Białystok. Il est accusé d'avoir emmené l'enfant, de l'avoir transpercé avec des objets pointus, de l'avoir saigné pendant neuf jours, puis d'avoir ramené le corps à Zverki et l'avoir jeté dans un champ du village. Cette accusation de meurtre rituel contre les Juifs est une célèbre allégation antisémite selon laquelle les Juifs assassineraient des enfants non juifs à des fins rituelle, pour la confection de pains azymes pour la Pâque.
Le corps fut retrouvé neuf jours plus tard non décomposé et gardé par des chiens qui le protégeaient contre les oiseaux.
Le corps fut ensuite rendu à sa famille et enterré. Il le resta environ 30 ans. 
En 1720, lors d'une épidémie dans la région, la tombe du Saint fut accidentellement ouverte alors qu'on enterrait quelqu'un à côté de lui et on découvrit à la surprise générale que son corps n'était pas corrompu. Beaucoup de miracles et de guérisons liées à l'épidémie eurent alors lieu par l'intervention de ses reliques. Le saint corps fut transféré dans l'église du village. L'église brûla en 1746 mais les reliques du Saint furent miraculeusement préservées du feu, et la main, qui avait été soumise aux flammes, ne perdit rien de sa peau incorrompue. Après cet incendie les reliques furent transférées à Zabludow puis subirent plusieurs transferts. 
Un culte se développe encouragé par l'église et Saint Gabriel de Białystok est canonisé en 1820. Ses reliques se trouvent actuellement dans la Cathédrale Saint-Nicolas de Białystok.
Le 27 juillet 1997, la télévision étatique biélorusse a diffusé un film alléguant que l'histoire est véridique. La relance de ce culte en Biélorussie est considérée comme une dangereuse expression d'antisémitisme dans les rapports internationaux sur les droits de l'homme et les libertés religieuses,,,, qui ont été transmis au  HCR.

## Sources
- (en) http://www.orthodox.bialystok.pl/en/gabriel.htm
- Synaxaire des Saints de l’Église Orthodoxe, Tome Quatrième, p. 53